# Mộng du
Mộng du (tiếng Anh: Sleepwalking; còn gọi là ngủ đi rong hoặc chứng Miên hành) là một chứng rối loạn giấc ngủ thuộc họ parasomnia. Những người mộng du thường phát sinh từ giai đoạn giấc ngủ sâu trong trạng thái ý thức thấp và thực hiện những hành động thường diễn ra trong trạng thái ý thức đầy đủ. Những hành động này có thể coi là lành tính như đang ngồi trên giường, đi bộ vào phòng tắm và lau nhà; ở mức độ nguy hiểm như nấu nướng, lái xe, cử chỉ bạo lực, vồ lấy vật thể tưởng tượng hay thậm chí là giết người.
Mặc dù những trường hợp mộng du thường bao gồm những hành vi đơn giản, lặp đi lặp lại, thỉnh thoảng vẫn có những báo cáo của những người thực hiện các hành vi phức tạp khi đang ngủ, mặc dù tính hợp pháp của họ thường gây tranh cãi. Những người mộng du thường có rất ít hoặc không có ký ức gì về việc đã xảy ra, vì ý thức của họ đã thay đổi thành một trạng thái khiến việc nhớ lại ký ức trở nên khó khăn hơn. Mặc dù mắt họ vẫn mở, cách biểu hiện của họ lại lờ mờ và đờ đẫn. Chứng mộng du có thể kéo dài ít nhất là 30 giây hoặc nhiều nhất là 30 phút.

## Nghiên cứu

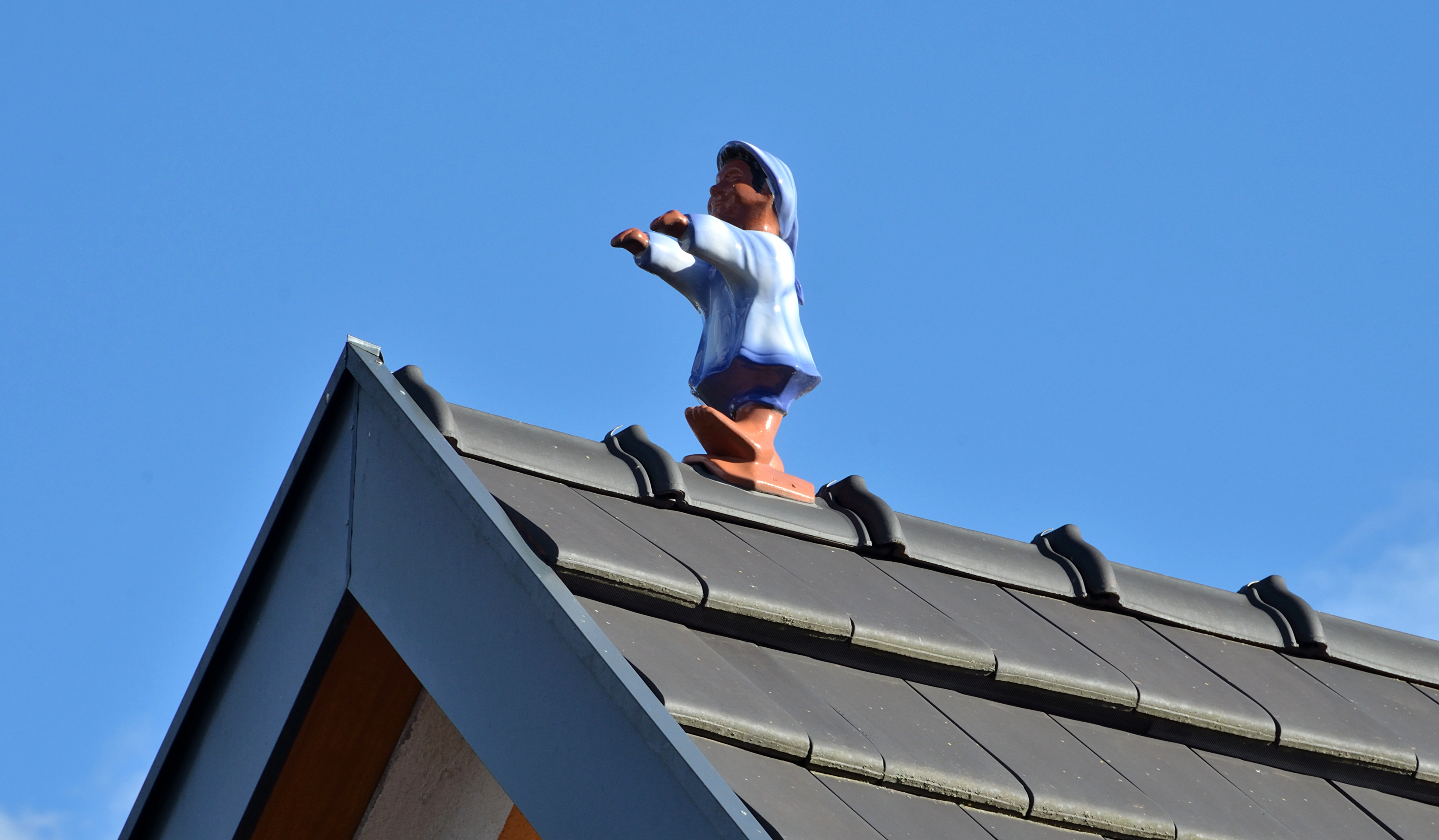
Tượng một người mộng du trên nóc nhà

Theo Tổ chức Nghiên cứu Giấc ngủ Quốc gia tại Hoa Kỳ, mộng du phổ biến từ 1-15% trong dân số chung. Mộng du phổ biến nhất ở trẻ em và thường biến mất sau tuổi vị thành niên. Mộng du ở người lớn ít phổ biến hơn nhưng khi nó xảy ra, những trường hợp này xảy ra ba lần thường xuyên hơn mỗi năm và kéo dài trong nhiều năm hơn ở trẻ em. Mộng du ở tuổi già rất hiếm gặp và thường biểu lộ rối loạn khác. Những rối loạn tuổi già có thể bao gồm chứng rối loạn mê sảng, nhiễm độc thuốc hoặc co giật. Theo một thống kê khác, gần 80% người bị mộng du có người nhà mắc bệnh tương tự. Một người có tỷ lệ mắc chứng mộng du cao gấp 5 lần người bình thường nếu anh chị em song sinh của họ bị mộng du.